# Кос Корнелий Лентул (консул 25 г.)
Вижте пояснителната страница за други личности с името Кос Корнелий Лентул.
Кос Корнелий Лентул (на латински: Cossus Cornelius Lentulus) е сенатор на ранната Римска империя.

## Биография
Произлиза от клон Лентул на фамилията Корнелии. Син е на Кос Корнелий Лентул (консул 1 пр.н.е.) и брат на Гней Корнелий Лентул Гетулик (консул 26 г.).
През 25 г. той е консул заедно с Марк Азиний Агрипа (от януари до август). Вероятно е между 25 и 30 г. легат в Горна Германия.
Неговият син Кос Корнелий Лентул e консул 60 г.